# Nedre Canada
Provinsen Nedre Canada (fransk: Province du Bas-Canada, engelsk: Province of Lower Canada) var en britisk koloni langs det nedre af Saint Lawrence-floden og ved Saint Lawrence-bugten; provinsen eksisterede i perioden 1791-1841. Den omfattede det sydlige af nutidens Québec-provins og Labrador-regionen af Newfoundland og Labrador-provinsen i Canada (indtil Labrador-regionen overgik til Newfoundland i 1809).

## Fransk koloni
Nedre Canada bestod af den tidligere franske koloni Ny Frankrig og var beboet af mange franskcanadiere, som var afstået til Storbritannien efter dette riges sejr i Syvårskrigen, også kaldet den franske og indianske krig i Nordamerika. Andre dele af Ny Frankrig blev til kolonierne Nova Scotia, New Brunswick og Prince Edward Island.

## Etablering
Provinsen Nedre Canada blev etableret via Konstitutionsloven fra 1791, som ændrede provinsen Québec til provinsen Nedre Canada og provinsen Øvre Canada.
Ordet "nedre" refererer til det geografiske område længere nede ad floden Saint Lawrence ved dens udmunding i bugten end det samtidige Øvre Canada, der lå længere oppe ad floden.

## Sammenslutning
Kolonien ophørte med at eksistere i 1841, hvor den blev slået sammen med Øvre Canada til Provinsen Canada.
50°N 69°V / 50°N 69°V